# The Enchanted Drawing
The Enchanted Drawing ist ein Kurzfilm, der in Teilen in Stop-Motion animiert und am 16. November 1900 veröffentlicht wurde. Regie führte J. Stuart Blackton, der auch die Rolle des Zeichners übernahm. Der Film entstand in den Vitagraph Studios, die von J. Stuart Blackton gegründet wurden. The Enchanted Drawing wurde von Thomas A. Edison veröffentlicht.

## Handlung
Ein Cartoonist steht vor einem leeren Blatt Papier und zeichnet einen rundlichen Mann. Des Weiteren zeichnet er eine Flasche Wein und ein Weinglas. Er holt beides aus der Zeichnung und trinkt ein Glas Wein. Den restlichen Wein trinkt die Figur auf dem Papier aus der Flasche. Er zeichnet dem Mann einen Hut, den er ihm dann jedoch wegnimmt und sich selbst aufsetzt. Schließlich zeichnet er dem Mann auch eine Zigarre und lässt ihn diese eine Weile genießen.
Der Film fand eine Fortsetzung in Humorous Phases of Funny Faces aus dem Jahre 1906.